# Commissione della politica estera del Consiglio nazionale (Svizzera)
La  Commissione della politica estera del Consiglio nazionale CPE-N (in tedesco Aussenpolitische Kommission des Nationalrates APK-N, in francese Commission de politique extérieure du Conseil national CPE-N, in romancio Cumissiun per la politica exteriura dal Cussegl naziunal CPE-N) è una commissione tematica del Consiglio nazionale della Confederazione elvetica. È composta da 25 membri, di cui un presidente e un vicepresidente. È stata istituita il 25 novembre 1991.

## Funzione
La commissione si occupa dei seguenti temi:
- Relazioni con altri Stati e con l’Unione europea
- Relazioni con le organizzazioni e le conferenze internazionali, fatta eccezione per le assemblee parlamentari per cui esiste una delegazione ad hoc (AELS, OSCE, NATO ecc.)
- Rapporto alle Camere sulle attività di queste delegazioni (fatta eccezione per quella della NATO)
- Cooperazione allo sviluppo e cooperazione con i Paesi dell’Europa dell’Est
- Aiuto umanitario
- Promozione dei diritti umani e promozione civile della pace nell’ambito della politica estera
- Diritto internazionale pubblico
- Politica di libero scambio (inclusi accordi di libero scambio e rapporto sulla politica economica esterna)
- Neutralità
- Promozione dell’immagine della Svizzera all’estero
- Politica della Svizzera come Stato ospite
- Svizzeri all’estero
- Rete diplomatica esterna
- Partecipazione alla politica estera